# Вандоијес ди Сото (Болцано)
Вандоијес ди Сото је насеље у Италији у округу Болцано, региону Трентино-Јужни Тирол.
Према процени из 2011. у насељу је живело 780 становника. Насеље се налази на надморској висини од 761 м.